# Maison Godart
La maison Godart est un immeuble classé situé dans la ville de Verviers en Belgique (province de Liège).

## Localisation
Cette maison est située dans le centre historique de Verviers, au no 72 de la rue des Raines, une ancienne artère de la rive gauche de la Vesdre possédant plusieurs immeubles classés. L'immeuble se trouve à l'angle de la rue Renier.

## Historique
La demeure a été construite vers 1750 pour le docteur en médecine Guillaume Godart qui en est la première propriétaire et qui a donné son nom à la maison. Au XIXe siècle, l'immeuble abrite la famille Dardenne puis le sénateur Laoureux et, au début du XXe siècle, il est occupé par le meunier Lemaire. En 1930, la bâtisse se transforme en home pour jeunes filles tenu par les Sœurs de Marie-Auxiliatrice. L'immeuble est actuellement divisé en plusieurs appartements.

## Description
La façade possède huit travées et trois niveaux (deux étages). Le soubassement est réalisé en pierre calcaire équarrie. Le reste de la façade est élevé en brique avec encadrements en pierre calcaire. Chaque linteau est échancré et possède une clé de voûte non passante. La quatrième travée est un peu plus large que les autres travées. Elle comprend la porte d'entrée surmontée d'une baie d'imposte et une baie avec balcon en fer forgé au premier étage. Les autres baies possèdent des garde-corps en ferronnerie du XVIIIe siècle. Chaque niveau est délimité par un bandeau en pierre calcaire. La façade est surmontée d'un petit fronton décoré de guirlandes.